# Maomé II, o Conquistador
Maomé II (em turco otomano: محمد ثانى; romaniz.: Meḥmed-i s̠ānī), também conhecido como  Mehmed II ou Mehmet II, pelo epíteto o Conquistador (em turco otomano: الفاتح; romaniz.: el-Fātiḥ), ou ainda, em turco, Fatih Sultan Mehmed (30 de março de 1432 — 3 de maio de 1481) foi sultão do Império Otomano em duas ocasiões, a primeira em 1444–1446 e a segunda em 1451–1481. Foi o primeiro soberano otomano a reivindicar o título de césar de Roma, o soberano supremo de todos os cristãos, além dos habituais títulos de rei, sultão (o soberano de um Estado muçulmano), han ou cã (soberano turco), etc.
Dois anos depois de subir ao trono em 1451, Maomé terminou com o Império Bizantino, ao capturar Constantinopla em 1453 (durante o conhecido Cerco de Constantinopla), e outras cidades Bizantinas da Anatólia e dos Bálcãs. A invasão de Constantinopla e campanhas bem sucedidas contra pequenas monarquias nos Balcãs, Crimeia, e territórios turcos na Anatólia conferiram-lhe respeito por parte das outras potências, passando o Estado Otomano a ser reconhecido como um império pela primeira vez. O avanço de Maomé em direção ao centro da Europa terminou com o malsucedido Cerco de Nándorfehérvár (actual Belgrado) em 1456.
O seu reinado, marcado principalmente pela captura de Constantinopla, tornou-se também célebre pela tolerância excepcional com que tratou os seus súbditos, especialmente os bizantinos por ele subjugados. Estabeleceu dentro da cidade uma comunidade religiosa autônoma, nomeando o antigo Patriarca como governador da cidade de Constantinopla.
É também reconhecido como o primeiro sultão a codificar a lei criminal e constitucional, muito antes de Solimão, o Magnífico (também denominado "o Legislador" ou "Kanuni"). Estabeleceu assim a imagem clássica do sultão otomano autocrático (padishah). Depois da queda de Constantinopla, fundou diversas universidades e colégios na cidade, alguns dos quais ainda estão em funcionamento.
Foi sepultado no cemitério anexo à Mesquita Fatih, em Istambul, erguida no local da antiga Igreja dos Santos Apóstolos.